# Hôtel Deheurles
L'Hôtel Deheurles  est un hôtel particulier situé à Troyes, en France. Il est inscrit au titre des monuments historiques depuis 1926.

## Localisation
Il est situé dans le département français de l'Aube, sur la commune de Troyes, au 34 rue de la Monnaie.

## Historique
Cet hôtel fut construit sur la demande de Jean Deheurles, qui était magistrat en la ville et lieutenant du prévôt en 1544.
En la cour intérieure, il y a une tour en pierre qui se mélange à des briques en s'élevant. C'est un bâtiment sur caves et sur la façade se trouvent des cartouches avec 1545, J.Deheurles, P.Berthiers, son gendre et sur la droite : Le Virlois. Elle appartint ensuite à Elisabeth Gallien et ses fils ; l'hôtel fut confisqué comme biens d'émigrés lors de la Révolution. Bourgouin fils l'achetait pour 413 000frs le 24 nivôse An VIII.